# Letnice (román)
Letnice. Rozpomínání na konec světa je dílo českého spisovatele Miroslava Hlauča.

## Děj
Kniha je zasazena do městečka Svatý Jiří, kam se před letnicemi roku 1903 vrací rodák Odysseus, považovaný dosud za mrtvého. Po návratu z cesty na zkušenou po světě soupeří s mladším bratrem Tomášem o přízeň krásné (a dočasně němé) Julie. Současně jsou zobrazeny dobové reálie nástupu moderny, zasazené do doby před první světovou válkou, a to včetně včetně zobrazení církve či rakousko-uherské monarchie.

## Styl
Jedná se o román s prvky magického realismu. Součástí příběhu jsou i nadpřirozené postavy, které zapadají do celkového literárního stylu.